# هوبينيكا (محافظة دنيبروبيتروفسك)
هوبينيكا (Губиниха) هي بلدة من النمط المدني في محافظة دنيبروبيتروفسك في أوكرانيا.
يبلغ عدد سكانها حوالي 5688 نسمة.